# Sándor Gellér
Sándor Gellér (en húngaro: Gellér Sándor; Veseuș, Rumania, 12 de julio de 1925-Budapest, Hungría, 13 de marzo de 1996) fue un futbolista húngaro nacido en Rumania. Jugaba como guardameta.
Provenía de una familia judía. Su hermano menor István también fue futbolista y su hijo Sándor fue jugador de baloncesto.

## Selección nacional
Fue internacional con la selección de fútbol de Hungría en 8 ocasiones. Fue campeón de los Juegos Olímpicos de 1952 y subcampeón de la Copa del Mundo de 1954, pese a no haber jugado ningún partido durante el torneo.

### Participaciones en Copas del Mundo
| Mundial                        | Sede  | Resultado  | Partidos | Goles |
| ------------------------------ | ----- | ---------- | -------- | ----- |
| Copa Mundial de Fútbol de 1954 | Suiza | Subcampeón | 0        | 0     |

### Participaciones en Juegos Olímpicos
| Olimpiada                         | Sede      | Resultado |
| --------------------------------- | --------- | --------- |
| Juegos Olímpicos de Helsinki 1952 | Finlandia | Campeón   |

## Clubes
| Equipo           | País    | Año       |
| ---------------- | ------- | --------- |
| Püspökladányi SC | Hungría | 1945-1947 |
| MTK Budapest FC  | Hungría | 1947-1962 |

## Palmarés

### Campeonatos nacionales
| Título              | Equipo          | País    | Año  |
| ------------------- | --------------- | ------- | ---- |
| Nemzeti Bajnokság I | MTK Budapest FC | Hungría | 1951 |
| Copa de Hungría     | MTK Budapest FC | Hungría | 1952 |
| Nemzeti Bajnokság I | MTK Budapest FC | Hungría | 1953 |
| Nemzeti Bajnokság I | MTK Budapest FC | Hungría | 1958 |

### Copas internacionales
| Título           | Equipo          | Sede                   | Año  |
| ---------------- | --------------- | ---------------------- | ---- |
| Juegos Olímpicos | Hungría         | Helsinki (Finlandia)   | 1952 |
| Copa Mitropa     | MTK Budapest FC | Praga (Checoslovaquia) | 1955 |

## Condecoraciones
| Distinción                                                              | Año  |
| ----------------------------------------------------------------------- | ---- |
| Cruz de Oficial de la Orden del Mérito Civil de la República de Hungría | 1993 |